# 娜達莉雅·柏迪卡
娜達莉雅·多萝塔·柏迪卡（波蘭語：Natalia Dorota Partyka，1989年7月27日—），波兰乒乓球运动员，是第一位參加奧運會和殘奧會的波蘭身障選手，在2008年北京奧運的乒乓球女團對香港的帖雅娜苦戰落敗後開始成名。

## 資料來源
1. 1 2  Evans, Hilary; Gjerde, Arild; Heijmans, Jeroen; Mallon, Bill;  et al. . Olympics at Sports-Reference.com. Sports Reference LLC.   [30 March 2012]. （原始内容存档于17 April 2020）.
2. ↑  . Table Tennis Guide.   [20 October 2019].
3. ↑  明報：獨臂球手檔案：帕迪卡（Natalia Partyka）[]

## 外部連結
- 官方個人網頁 （页面存档备份，存于） （波兰語）